# Cubaris meermohri
Cubaris meermohri är en kräftdjursart som beskrevs av Arcangeli 1935. Cubaris meermohri ingår i släktet Cubaris och familjen Armadillidae. Inga underarter finns listade i Catalogue of Life.